# Pedias
Pedias (altgriechisch Πεδιάς Pediás von πεδίον pedíon, deutsch ‚Ebene, Fläche‘) ist eine Gestalt der attischen und somit griechischen Mythologie.
Sie ist die Tochter des  Lakedaimoniers Mynes und heiratete den in Athen regierenden mythischen König Kranaos. Sie gebar ihm drei Töchter: Kranae, Kranaichme und Atthis. Amphiktyon heiratete eine von ihnen und der Name Aktaias wurde zu Ehren von Atthis, die jung verstarb, in Attika geändert. 